# حالة تلبس (فلم)
حالة تلبس فيلم مصري أُصدر عام 1988، من إخراج هنري بركات وبطولة سماح أنور وجميل راتب وأحمد عبد العزيز.

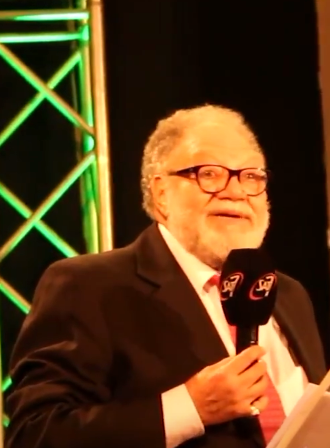
يحيى الفخراني في دور ضيف شرف

## تمثيل
- سماح أنور
- جميل راتب
- أحمد عبد العزيز
- سعاد حسين
- لوسي
- غسان مطر
- وائل نور
- نعيمة الصغير
- نهى العمروسي

### ضيوف الشرف
- يحيى الفخراني
- أحمد بدير

## روابط خارجية
- مقالات تستعمل روابط فنية بلا صلة مع ويكي بيانات